# Edward Troughton
Edward Troughton   (Corney, 6 de novembre de 1753 - Londres, 12 de juny de 1835) fou un fabricant d'instruments científics anglès.

## Vida
Nascut a Cumberland, fill d'un modest pagès, l'any 1773 se'n va anar a Londres on va treballar com aprenent del seu germà John (1739-1807) que construïa instruments i eines per altres fabricants. El 1782, John va comprar la fàbrica d'instruments de Benjamin Cole, que, sota diferents propietaris, havia estat funcionant des de 1650, i els dos germans es van traslladar a Fleet Street, seu de la fàbrica. Quan Edward va acabar l'aprenentatge, el 1789, els dos germans van ser socis fins al 1804 en que John es va retirar.
Troughton no es va casar mai i el 1826 es va associar amb William Simms i la companyia es va passar a denominar Troughton and Simms Co.. La família Simms es va traslladar a viure a la casa de Troughton a Fleet Street. La companyia ha estat operativa fins al 1988, després de diverses fusions (amb Cooke, amb Vickers, amb Parsons...).
Troughton va ser fellow de la Royal Society (1810), de la Royal Society of Edinburgh (1822), de la Societat Filosòfica Americana (1822), de l'Associació d'Enginyers Civils (1820) i va ser soci fundador de la Royal Astronomical Society (1831).

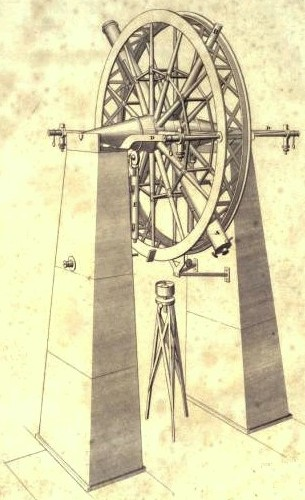
Esquema del cercle de Groombrige.

## Obra
Troughton va ser un dels líders dels fabricants d'instruments que van sorgir a la ciutat de Londres per cobrir el creixement de la navegació i l'astronomia.
Els primers micròmetres que va dissenyar estaven modelats con els que recentment havia introduït Jesse Ramsden, però eren prou originals i exquisits. El 1793 ja havia dissenyat una eina per fer divisions que era més petita que la del seu germà i més senzilla d'operar. Amb aquesta màquina eren capaços de fabricar sextants de la més alta qualitat i altres instruments necessaris per a la navegació.
El 1804 va perfeccionar el mètode de divisió (la màquina divisòria) i el va publicar el 1809 als Philosophical Transactions, rebent aquest mateix any la medalla Copley per aquest invent.
Amb els seus mètodes va poder construir el cercle de trànsit de Groombridge (1805), un telescopi meridià, i el cercle mural de Greenwich (1810, amb la òptica de la família Dollond), encarregat per Nevil Maskelyne, i que era uns instrument grandiós amb un telescopi de 4 polzades de diàmetre, 74 polzades de distància focal i més de dos metres de diàmetre.